# 塞拉夫赤康
塞拉夫赤康（波斯語：‎）是伊朗的城市，位於該國西南部庫姆沿岸，由庫姆省負責管轄，距離首府庫姆707公里，海拔高度1米，該市附近有天然氣田，2006年人口211。